# Cantodiscanto
I Cantodiscanto sono un gruppo musicale italiano nato nel 1983.
Partiti dalla musica popolare del Sud Italia, successivamente hanno allargato il loro sguardo verso i Paesi del bacino del Mediterraneo accogliendone le sonorità strumentali e vocali, attraverso l'utilizzo di alcuni strumenti come la darbouka, la chitarra battente, l'oud e alla collaborazione con altri artisti come Faisal Taher e Gabin Dabire.

## Storia
Cantodiscanto nasce a Napoli nel 1983, come progetto di musica popolare coordinato da Guido Sodo,. Il nome del gruppo alla sua nascita è leggermente diverso: c'è una “e” in più: Cantoediscanto. 
Nei primi anni sono soprattutto la passione per la musica e il piacere di stare insieme a motivare il gruppo, che propone prevalentemente gli standard della Tradizione napoletana e del Sud Italia, alcune cover (soprattutto di Musicanova) e qualche brano originale. Della prima formazione, oltre a Guido Sodo, fanno parte Salvatore Tarallo (tammorra e tamburello), Piero Conforti (mandolino), Piero Ciapparelli (mandoloncello), Angela Digaetano (voce) e Delfio Plantemoli (voce e chitarra classica).
Quando nel 1989 Guido Sodo si trasferisce a Modena ristruttura l’organico coinvolgendo Carlo Loiodice (polistrumentista e cantante) il percussionista Roberto Zeno ed Enzo Ciliberti al mandoloncello. Dell'organico napoletano continua a collaborare il solo Delfio Plantemoli. Il gruppo si esibisce soprattutto in piccoli locali cittadini come lo Spazio e d'estate in qualche situazione di piazza.
Nel 1990 nuovo trasferimento di Guido da Modena a Bologna. Qui entrano nel gruppo la cantante Silvia Testoni e il contrabbassista Felice Del Gaudio. Continuano a collaborare Carlo Loiodice e Roberto Zeno. Da questo momento il gruppo lavora soprattutto alla creazione di brani originali, lasciando meno spazio alla riproposizione di cover e brani della Tradizione. 
Nel 1992 il gruppo vince il Premio Nuovo Sud di Crotone.
Nel 1993 partecipa ai Busker's Festival di Neuchâtel e di Ferrara, al film-documentario Busker's, prodotto da RAI-SAT. 
Nel 1994 il gruppo vince il Premio Città di Recanati (oggi Musicultura) e compare nel CD dei vincitori dal titolo Nuove Tendenze della Canzone d'Autore V, prodotto da Musicultura e distribuito dalla BMG-Ariola. 
Il Premio Recanati (a cui Cantodiscanto parteciperà con una certa regolarità) è un biglietto da visita che li introdurrà nel circuito italiano dei festival attinenti alla musica popolare d'autore: il Carpino Folk Festival, la Notte della Taranta, il Festival dell'Argentario, Le vie dei Canti, Invito in Provincia, Settembre a Somma, Folkest, Ville e Castella, Arie di mare, Festival di Montalcino Val d'Orcia, R-umori Mediterranei, Kals'Art e il Festival di Santarcangelo dei Teatri sono alcune delle tappe di questo circuito. 
Nel 1995 Paolo Caruso (hand trap-set, berimbao, udu, darbouka) subentra a Roberto Zeno impegnato coi Modena City Ramblers. 
Nel 1997 i Cantodiscanto – che per l'occasione tolgono una “e” e adottano il nuovo nome - incidono il primo CD: Cercando la Terra, pubblicato dalla Ermitage di Bologna. Il disco contiene solo brani originali. I testi sono in un napoletano facilmente comprensibile e fanno riferimento ad un Sud del mondo dove si continua a cantare il proprio amore e il desiderio di essere liberi e in pace, frammenti di storie, viaggi, incontri che parallelamente alla musica mescolano passato e presente. 
Nel 1998 c'è un ulteriore passaggio di consegne: Roberto Bartoli sostituisce Felice Del Gaudio al contrabbasso e inizia la collaborazione con Guglielmo Pagnozzi al sax alto e clarinetto che prende il posto di Carlo Loiodice, che continuerà a collaborare col gruppo e a unirsi ai concerti in occasioni particolari. 
Nel 2000 inizia la collaborazione col cantante palestinese Faisal Taher (ex Kunsertu) e Cantodiscanto partecipa alla sua prima tournée oltreconfine, invitato in Portogallo dal Festival Sete Sois Sete Luas. 
Nel 2001 esce a maggio Medinsud (Forrest Hill Records)  secondo album che indaga sulle affinità fra la musica araba e quella napoletana. Faisal Taher vi gioca un ruolo di primo piano anche con cantati nella sua lingua d'origine. Due brani del disco entrano nella compilation Pizzica la Tarantula distribuita dal Manifesto .
Nel 2002 i Cantodiscanto partecipano allo spettacolo di commemorazione dell'eccidio del Pilastro a Bologna Le Paure da Riconoscere, per la regia di Paolo Billi. In agosto compiono una seconda tournée in Portogallo e in Spagna, ospiti del Festival Sete Sois Sete Luas e del Festival d'Estiu. In novembre dello stesso anno sono invitati alla sezione del Festival Sete Sois Sete Luas programmata a Capo Verde (nell'isola di Santo Antao) dove rappresentano l'Italia assieme al gruppo Barbapedana. 
Nel 2003 esce il nuovo album Malmediterraneo (Forrest Hill Records) in cui è particolarmente presente nei testi il tema della guerra. Nell'occasione inizia la collaborazione col cantante del Burkina Faso Gabin Dabire, che dà un contributo nella sua lingua d'origine al testo del brano Bandera. Comincia anche la collaborazione col suonatore di cora senegalese Lao Kouyate. A luglio esce la compilation distribuita dal Il Manifesto dal titolo Altreterre che raccoglie brani live di artisti vari dall'edizione 2002 del Festival di Santarcangelo dei Teatri. Cantodiscanto vi partecipa con due brani. 
Del 2003 è Malmediterraneo a cui collabora come autore di testi Salvatore Tarallo (uno dei fondatori del gruppo ai suoi esordi napoletani). Nel mese di settembre entra in classifica nelle World music charts europee e nella Top Ten della rivista specializzata inglese fRoots Magazine.
Nel 2004 fRoots Magazine include il brano omonimo nella compilation FreeCd, selezione della migliore musica europea del 2003 . Alcuni brani di Medinsud vengono scelti come colonna sonora del cortometraggio Chora di Lorenzo Adorisio.
Nel 2005 ancora Medinsud contribuisce alla colonna sonora di un altro cortometraggio: Carmen di Massimo Salvato.
Nel 2006 esce Cercando la terra. Anche se il nome e la casa discografica sono gli stessi, non si tratta di una ristampa del disco del 1997 ma di una nuova edizione dei brani presenti su quel CD, con alcune versioni live inedite eseguite dall'organico attuale.
Nel 2007 i Cantodiscanto vincono il premio Voce del Gargano, dedicato alla memoria del cantante folk Andrea Sacco di Carpino.
Nel 2009 esce un nuovo album dal titolo Tutto il mondo è paese. Nello stesso anno, entrano nel gruppo: Ivan Valentini – sax alto e soprano , Frida Forlani – voce
Nel 2014 viene pubblicato l’album Todo el mundo a cantar.
Nel 2016 entra nel gruppo Giovanni Calcaterra al contrabbasso
Del 2022 è Pandemusica, ispirato liberamente a fatti e tematiche vissute durante la pandemia e al quale sono invitati a collaborare diversi musicisti italiani: Riccardo Tesi, che tra l'altro suona in un pezzo a lui dedicato, Faisal Taher, Marco Cappelli, Simone Zanchini, Andrea Taravelli, Elio Pugliese, Maurizio Piancastelli, Fabio Sodano, Maria Anadon, Davide Zaccaria, Fernando Jorge Silva, Coro Stelutis diretto da Silvia Vacchi. Ai testi collaborano Marcello Sacco, Janna Carioli e Faisal Taher.
Dopo la pubblicazione del Cd entra nel gruppo: Mirco Mungari – tamburi a cornice, chitarre, berimbau in sostituzione di Paolo Caruso.

## Organico
- Guido Sodo – chitarra classica, chitarra battente, chitarra portoghese, oud, voce
- Mirco Mungari – tamburi a cornice, chitarra classica, chitarra battente, berimbau
- Ivan Valentini – sax alto
- Giovanni Calcaterra – contrabbasso
- Frida Forlani - voce, citara, chitarra battente, piccole percussioni

## Discografia

### Album
- 1997 - Cercando la terra (Ermitage)
- 2001 - Medinsud  (Forrest Hill Records)
- 2003 - Malmediterraneo (Forrest Hills Records)
- 2006 - Cercando la terra (rimissato con nuove versioni) (Ermitage)
- 2010 - Tutto il mondo è paese  (Materiali Sonori)
- 2014 - Todo el mundo a cantar (Associazione Culturale Medinsud)
- 2022 - Pandemusica (Visage Music)

### Partecipazioni
- 1994 - Nuove Tendenze della Canzone d'Autore V, (Partecipano col brano Si turnasse Masaniello, vincitore del Premio Città di Recanati) (BMG-Ariola)
- 2001 - Pizzica la Tarantula (Partecipano con Baladi/Tarantella del Gargano) (Il Manifesto)
- 2003 - Altreterre, (Partecipano con Taradixie e Musica musica) (Il Manifesto)
- 2004 - Free CD (Partecipano con Malmediterraneo) (fRoots Magazine)
- 2004 - Pizzica la Tarantula 2, (Partecipano con A chi vò ‘sta guerra) (Stampa Alternativa)

### Rarità
- 1992 - Cantoediscanto (demotape autoprodotto)